# 福島県信用農業協同組合連合会
福島県信用農業協同組合連合会（ふくしまけんしんようのうぎょうきょうどうくみあいれんごうかい）は、福島県福島市に本部・本所を置いていた信用農業協同組合連合会。

## 概要
2004年10月12日、貯金や貸し出しなどの業務の一部を農林中央金庫に譲渡し、2008年10月、残りの事業のすべても同庫に譲渡し解散した。

## 沿革
- 1948年(昭和23年） 福島県信用農業協同組合連合会として設立される。
- 2004年（平成16年）10月12日 - 農林中央金庫に一部事業を譲渡。
- 2008年（平成20年）10月 - 農林中央金庫に残りの事業を譲渡し解散。